# Ferdinand Čapka
Ferdinand Čapka (15. srpna 1905 – 3. září 1987) byl představitel architektonické moderny na Slovensku. Jeho tvorba se v převážné míře orientovala na střední Slovensko. Většinu života strávil v Žilině, kde jeho dílo přispělo k modernímu vzhledu města. Stal se architektem, který na Slovensku v nejvýraznější míře formoval architekturu horských staveb.

## Studium
Narodil se 15. srpna 1905 ve Vídni v rodině významného občana města, mistra stolařského cechu. Po studiu na uměleckoprůmyslové škole navštěvoval od roku 1930 vídeňskou Akademii výtvarných umění u Petra Behrense. Studium dokončil v roce 1935 na Akademii výtvarných umění v Praze. Svůj první projekt, budovu kina v Novém Jičíně, realizoval už v roce 1933 společně s L. Kammelem. Do Žiliny pozval Čapku už v polovině třicátých let architekt Michal Maximilián Scheer, který se v té době, podobně jako Peter Behrens, zúčastnil soutěže návrhu žilinské synagogy. Na vítězném Behrensově návrhu se výrazně podílel i student Ferdinand Čapka.

## Dílo
Už od začátku třicátých let se zapojil do proudu architektonické moderny. Ve své tvorbě vycházel z funkcionalismu, který uplatňoval hlavně v městském prostředí. Ve spolupráci s F. Bednárikem v letech 1933–38 vznikla díla, z nichž většinu tvořily vítězné návrhy z architektonických soutěží. Byli to například škola v Banské Štiavnici (1934), notářský internát a obytné domy v Banské Bystrici (1935), železniční stanice v Žilině (1937). Pozoruhodná je administrativní budova elektráren v Žilině (1940), která připomíná nejlepší díla německého expresionisty Ericha Mendelsohna. Ze spolupráce s Bednárikem pochází i hotel v Donovalech (1936) nebo budova ředitelství poštovní spořitelny v Bratislavě (1938). V dalším období spolupracoval s M. Scheerem. K nejvýznamnějším stavbám z této doby patří tržnice v Žilině z roku 1941 (spolupráce M. Šesták) a taktéž obchodní škola a gymnázium v Prešově z let 1941–1942. Až do roku 1948 Čapka pracoval samostatně. Ve čtyřicátých letech 20. století se soustředil na stavby horského charakteru, kde v převážné míře používal místní materiály, jako dřevo a kámen. Charakteristické je také citlivé zakomponovaní staveb do přírodního prostředí.
Od roku 1948 byl architekt Čapka zaměstnán v žilinském Stavoprojektu, kde tvořivě působil až do odchodu do důchodu v roce 1980. Zde se společně s Ladislavem Bauerem zapojil i do tvorby nové urbanistické koncepce města. Při návrhu sídelního útvaru Hliny I – IV v Žilině (1957) dosáhl přijatelného provázání historického jádra Žiliny s novou zástavbou formou tvorby nových prostor – náměstí Ľudovíta Štúra a polyfunkční zástavby žilinského bulváru, který lze právem považovat za nejvydařenější urbanistický počin 50. let 20. století. V šedesátých letech vznikla další hodnotná díla, jako hotel Boboty ve Vrátné dolině, chata na Popradském plese (s Bauerem), Dom odborov v Žiline (s Řepou), hotel v Komárně. Z posledních Čapkových konceptů byly realizovány banky VÚB Žilina (1979) a VÚB Čadca (1984). V roce 1975 byla architektu Čapkovi udělena Cena Dušana Jurkoviče za souborné dílo.

## Časová tabulka
- 1905 – narodil se ve Vídni
- 1930 – absolvoval vídeňskou Akademii výtvarných umění u Petra Behrense
- 1933 – realizoval svůj první projekt, kino v Novém Jičíně (s L. Kammelem)
- 1935 – 1949 – spolupráce se svým pozdějším švagrem Františkem E. Bednárikem, Michalem M. Sheerem a Mikulášem Šestákem
- 1938 – uzavřel manželství s Editou Masarzovou (1918)
- 1940 – 1948 – vedl samostatnou projekční kancelář v Žilině
- 1948 – 1980 – pracoval v podniku Československé stavebné závody (Stavoprojekt)
- 1975 – Cena Dušana Jurkoviče za celoživotní dílo
- 1980 – odchod do penze
- 1985 – stal se zasloužilým členem Svazu slovenských architektů
- 1987 – zemřel 3. září v Žilině, kde je i pohřben
- 1994 – od tohoto roku nese středoslovenská cena za architekturu jeho jméno
- 2005 – při příležitosti 100. výročí narození byla akademickému architektu Ferdinandu Čapkovi udělena in memoriam cena Genius loci solnensis, kterou každoročně uděluje „Zbor Žilincov“ významným osobnostem města

## Vybraná díla

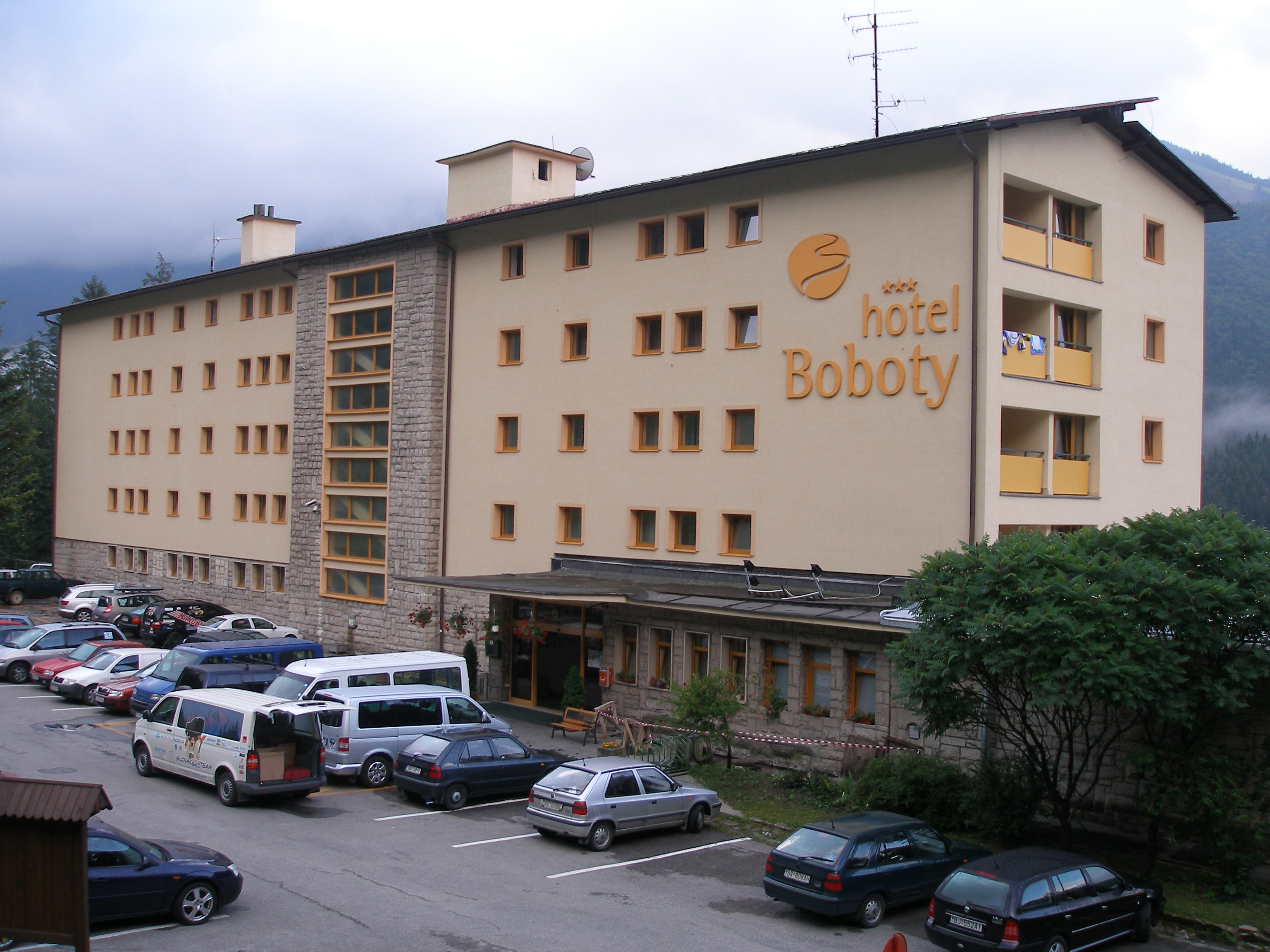
Hotel Boboty, Vrátna dolina
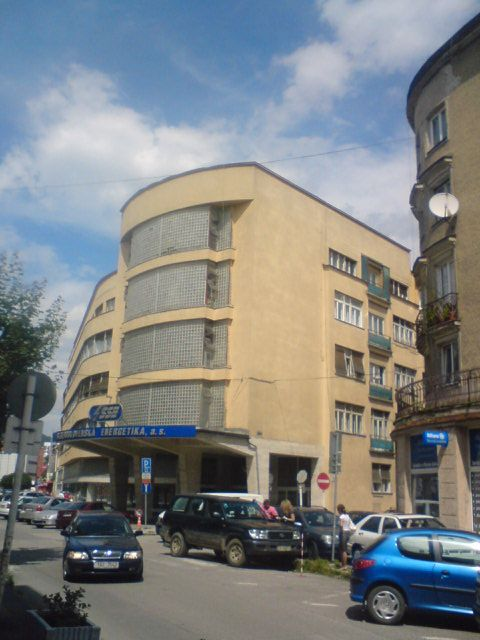
Budova Středoslovenské energetiky, Žilina